# PC/SC
Personal computer/Smart Card (ou PC/SC) est à la fois une spécification et une bibliothèque logicielle pour l'accès à des cartes à puce sous Microsoft Windows.
La bibliothèque est disponible depuis Windows NT 4.0/Windows 9x (révision 1.0) et est intégrée nativement depuis Windows 2000.
Une implémentation libre de PC/SC, appelée PC/SC Lite, est disponible sous GNU/Linux et distribuée avec Mac OS X.
La spécification de cette bibliothèque est faite par le PC/SC Workgroup, composé de grands fabricants de carte à puce ou d'ordinateur. Son but est d'assurer une base standard de commandes pour permettre une meilleure interopérabilité entre PC, lecteurs de carte et les cartes à puce elles-mêmes.

## Liens
- (en) http://www.pcscworkgroup.com/
- (en) Implementation libre M.U.S.C.L.E (PCSCLite)
- (fr) pcsc-tools outils de gestion en ligne de commande libres pour PC/SC
- (en) http://www.gemalto.com/techno/pcsc/ page de présentation du PC/SC Workgroup